# 川口孝夫
川口 孝夫（かわぐち たかお、1950年4月13日 - ）は、日本の柔道家。広島県広島市出身。1972年ミュンヘンオリンピック柔道男子63kg級金メダリスト。身長164cm。

## 経歴
崇徳学園中学校 - 崇徳学園高等学校 - 明治大学。
5歳の時、父の営む川口道場にて柔道を始めた。
崇徳高校3年時（1968年）、インターハイ軽量級にて優勝。
明治大学3年時（1971年）、世界柔道選手権大会（西ドイツ）軽量級優勝。
明治大学4年時（1972年）、ミュンヘンオリンピック軽量級日本代表に選ばれ、同大会で優勝し、金メダリストとなった。決勝のブイダー（モンゴル）をわずか39秒の横四方固めで破った。
現在は、広島矯正管区武道教官を務める傍ら、川口道場を継ぎ、後進の育成に当たっている。
講道館柔道八段。
全日本柔道連盟では、審判委員会委員長を務め、国際的にはアジア柔道連盟審判理事、国際柔道連盟審判委員などを務めている。

## 主な戦績
- 1967年 - インターハイ 3位
- 1968年 - インターハイ 優勝
- 1970年 - 新人体重別 優勝
- 1970年 - アジア選手権 優勝
- 1970年 - 選抜体重別 3位
- 1971年 - 選抜体重別 3位
- 1971年 - 世界選手権 優勝
- 1972年 - 選抜体重別 3位
- 1972年 - ミュンヘンオリンピック 優勝
- 1973年 - 世界選手権 2位
- 1974年 - 選抜体重別 2位